# マイケル・ナン
マイケル・ナン（Michael Nunn、1963年4月14日 - ）は、アメリカ合衆国の男性プロボクサー。アイオワ州ダベンポート出身。元IBF世界ミドル級王者。元WBA世界スーパーミドル級王者。世界2階級制覇王者。2004年に麻薬密売で24年の実刑を宣告され、 2019年2月に釈放された。

## 来歴
1984年12月10日、プロデビューを果たし初回2分28秒TKO勝ちで白星でデビューを飾った。
1986年11月21日、カリフォルニア州ミドル級王者アレックス・ラモスと対戦し12回3-0(2者が120-108、119-110)の判定勝ちで王座獲得に成功した。
1987年10月29日、ラスベガス・ヒルトンでNABF北米ミドル級王座決定戦でダーネル・クノウと対戦し4回終了時棄権で王座獲得に成功した。
1988年7月28日、IBF世界ミドル級王者フランク・テートと対戦し、9回40秒TKO勝ちで王座獲得に成功した。
1988年11月24日、ファン・ロルダンと対戦し8回2分28秒KO勝ちで初防衛に成功した。
1989年3月25日、元WBA世界ミドル級王者スンブ・カランベイと対戦し初回1分28秒KO勝ちで2度目の防衛に成功した。この試合は1989年度リングマガジン ノックアウト・オブ・ザ・イヤーに選出された。
1989年8月14日、元WBC世界ミドル級王者アイラン・バークレーと対戦し12回2-0(116-113、114-114、115-113)の判定勝ちで3度目の防衛に成功した。
1990年4月14日、元ウェルター級2冠王者マーロン・スターリングと対戦し12回2-0(118-110、117-111、114-114)の判定勝ちで4度目の防衛に成功した。
1990年10月18日、元ウェルター級統一世界王者ドナルド・カリーと対戦し10回1分59秒KO勝ちで5度目の防衛に成功した。
1991年5月10日、ジェームズ・トニーと対戦し11回2分14秒大逆転KO負けで6度目の防衛に失敗し王座から陥落した。
1991年11月29日、NABF北米スーパーミドル級王者ランドール・ヨンカーと対戦し10回1分47秒TKO勝ちでNABF2階級制覇に成功した。
1992年9月12日、WBA世界スーパーミドル級王者ビクトル・コルドバと対戦し12回2-1(114-112、114-113、112-114)の判定勝ちで2階級制覇に成功した。
1993年1月30日、前王者のビクトル・コルドバとリマッチを行い12回3-0(115-107、117-106、120-106)の判定勝ちで初防衛に成功した。
1993年2月20日、ダン・モーガンと対戦し初回2分59秒KO勝ちで2度目の防衛に成功した。
1993年4月23日、クロフォード・アシェリーと対戦し6回2分59秒TKO勝ちで3度目の防衛に成功した。
1993年12月18日、メルキー・ソーサと対戦し12回3-0(116-113、2者が116-112)の判定勝ちで4度目の防衛に成功した。
1994年2月26日、スティーブ・リトルと対戦し12回2-1(115-113、114-116、112-115)の判定負けで5度目の防衛に失敗し王座から陥落した。
1994年12月17日、WBA世界スーパーミドル級王者フランク・ライルズと対戦し12回0-3(111-117、113-114、112-115)の判定負けで王座返り咲きに失敗した。
1995年12月8日、NABO北米スーパーミドル級王者ジョン・スクリーと対戦し12回3-0(118-110、119-109、120-108)の判定勝ちで王座獲得に成功した。
1997年1月17日、NABF北米ライトヘビー級王者ルディー・ニックスと対戦し2回2分52秒TKO勝ちでNABF王座3階級制覇に成功した。
1998年3月21日、ベルリンのマックス・シュメリング・ハレでグラシアノ・ロッシジャーニとWBC世界ライトヘビー級王座決定戦を行い12回1-2(111-118、113-115、116-113)の判定負けで3階級制覇に失敗した。
1999年5月19日、元IBF世界ライトヘビー級王者ウィリアム・ガスリーと対戦し7回22秒TKO勝ち。
2002年1月23日、ビンソン・ドルハンと対戦し10回3-0(2者が100-90、99-91)の判定負けを最後に現役を引退した。
引退後は犯罪に手を染めてしまい、2002年8月6日、コカインの使用と密売の容疑で逮捕された。1993年に初めて使用し、2002年にやめられなくなって使用していたと供述した。引退後にすぐ薬物カルテルの構成員になっていたことが明らかになった。2004年に24年の実刑判決を下されウェスト・バージニア州の刑務所に収監された。
2019年2月、連邦刑務所から釈放された。

## 獲得タイトル
- カリフォルニア州ミドル級王座
- NABF北米ミドル級王座
- IBF世界ミドル級王座（防衛5度）
- NABF北米スーパーミドル級
- WBA世界スーパーミドル級王座（防衛4度）
- NABO北米スーパーミドル級
- NABF北米ライトヘビー級王座

## 表彰
- 1989年度リングマガジン ノックアウト・オブ・ザ・イヤー（スンブ・カランベイ戦）